# Opogona loxophanta
Opogona loxophanta är en fjärilsart som beskrevs av Edward Meyrick 1936. Opogona loxophanta ingår i släktet Opogona och familjen äkta malar.
Artens utbredningsområde är Taiwan. Inga underarter finns listade i Catalogue of Life.